# Gaidropsarus vulgaris
La mòllera borda (Gaidropsarus vulgaris) és un peix de mar de la família Lotidae de l'ordre dels Gadiformes.

## Distribució i hàbitat
La seva àrea comprèn l'oceà Atlàntic nord-oriental entre l'estret de Gibraltar i Noruega i la mar Mediterrània. No és pas tan comú a la costa catalana com el Gaidropsarus mediterraneus però de totes maneres present en totes les mars. L'hàbitat difereix d'aquell de congènere, de fet, encara que es pot potser trobar en aigües baixes entre els esculls, aquest peix freqüenta fons profunds fins a 100 metres, en sorra o còdols. Prop de les costes n'hi ha sobretot allà on els esculls són rics en algues.

## Descripció
L'aspecte general del cos és similar al de Gaidropsarus mediterraneus, cos allargat, tres barbellons, un sobre la barbeta i dos sobre els narius, aletes anals i segona dorsal llargues, etcètera. Es distingeix per tenir les aletes pectorals amb més de 20 radis i sobretot per la color, que és bru clar, blanquinós o rovell amb unes taques brunes o rogenques, sovint amb el centre més clar, que constraten amb el fons clar. Sovint el cap i el dors són uniformement foscos. La seva llargada pot superar els 50 cm.

## Reproducció
Passa durant els mesos càlids.

## Alimentació
Predador, captura peixos i crustacis.

## Biologia
Es tracta d'una espècie nocturna.

## Pesca
Es pesca amb palangre o amb xarxes d'arrossegament. La carn n'és bona, semblant a les dels altres gadiformes més preats, com el lluç.